# ألفا ميثيل تريبتامين
ألفا ميثيل تريبتامين (بالإنجليزية: Methyltryptamine) (يُطلق عليه اختصارًا «α إم تي» أو «إيه إم تي») هو عقار مخل بالنفس، ومنبه ومولد للتفاعلات الداخلية من فئة التريبتامين. طور علماء الكيمياء من شركة أبجون الدوائية هذا العقار في الأصل كمضاد اكتئاب في ستينيات القرن العشرين، إذ استُخدم لفترة وجيزة كمضاد اكتئاب في روسيا تحت الاسم التجاري إندوبان قبل توقف إنتاجه.

## الجرعة والتأثيرات
تحت الاسم التجاري إندوبان، استُخدمت جرعة 5-10 مللي غرام من أجل التأثير المضاد للاكتئاب.
مع زيادة الجرعة إلى 20-30 مللي غرام، تبدأ تأثيرات الابتهاج، والتقمص الوجداني والتأثيرات المخلة بالنفس في الظهور وقد تستمر حتى 12 ساعة. يمكن اعتبار الجرعة التي تتجاوز 40 ملغ قوية بشكل عام. في حالات نادرة أو عند تعاطي جرعات مفرطة، قد تتجاوز مدة التأثيرات 24 ساعة. أبلغ المتعاطون عن تدخين ألفا ميثيل تريبتامين في شكله ذي القاعدة الحرة، مع تراوح الجرعات بين 2 و5 مللي غرام.
تشمل الآثار الجانبية العصبية لعقار ألفا ميثيل تريبتامين كلًا من التهيج، والتململ، والارتباك والخمول. تشمل التظاهرات الجسدية التقيؤ، وتوسع الحدقة، والصرير، وتسرع القلب، وسيلان اللعاب، والتعرق الشديد، بالإضافة إلى ارتفاع ضغط الدم، ودرجة الحرارة ووتيرة التنفس.
تشمل الآثار الجانبية التي أبلغ عنها ذاتيًا متعاطو العقار لأغراض استجمامية كلًا من القلق، والتوتر العضلي، والضزز، وتوسع الحدقة، وتسرع القلب، والصداع، والغثيان والتقيؤ، بالإضافة إلى التأثيرات المخلة بالنفس بما في ذلك الهلوسات البصرية وتغير الحالة العقلية.

## شرعية العقار

### أستراليا
يُعد نظير 5 – ميثوكسي، «5 – إم إي أو – دي إيه إل تي»، موجودًا في الجدول 9 للأدوية والسموم في أستراليا، ويخضع عقار ألفا ميثيل تريبتامين للرقابة باعتباره نظيرًا للعقار السابق.

### الصين
اعتبارًا من أكتوبر 2015، أصبح عقار ألفا ميثيل تريبتامين مادة خاضعة للرقابة في الصين.

### الدنمارك
في الدنمارك (2010)، أدرج وزير الداخلية والصحة الدنماركي عقار ألفا ميثيل تريبتامين في قائمة المواد الخاضعة للرقابة (القائمة بي).

### كندا
لم تذكر كندا عقار ألفا ميثيل تريبتامين في قانون الأدوية والمواد الخاضعة للرقابة.

### ألمانيا
يُعد عقار ألفا ميثيل تريبتامين مدرجًا في الجدول 1 (المخدرات غير المؤهلة للتجارة والوصفات الطبية) بموجب قانون العقاقير المخدرة في ألمانيا.

### النمسا
يخضع عقار ألفا ميثيل تريبتامين لأحكام القانون النمساوي (إن بّي إس جي) المجموعة 6.

### هنغاريا
يُعد عقار ألفا ميثيل تريبتامين خاضعًا للرقابة في قائمة الجدول «سي» في هنغاريا في عام 2013.

### سلوفاكيا
وُضع عقار ألفا ميثيل تريبتامين في عام 2013 على قائمة المواد الخطرة في الملحق، §2، في سلوفاكيا.

### سلوفينيا
ظهر ألفا ميثيل تريبتامين في مرسوم تصنيف العقاقير غير المشروعة في سلوفينيا (2013).

### ليتوانيا
في ليتوانيا (2012)، يخضع ألفا ميثيل تريبتامين للرقابة باعتباره أحد مشتقات التريبتامين الموضوعة تحت المراقبة في القائمة الأولى للمخدرات والمواد نفسانية التأثير التي يُحظر استخدامها للأغراض الطبية.

### إسبانيا
يُعد عقار ألفا ميثيل تريبتامين شرعيًا في إسبانيا.

### السويد
صنفت وزارة الصحة، Statens folkhälsoinstitut معهد الدولة للصحة العامة، التابعة للبرلمان السويدي، الريكسداغ، عقار ألفا ميثيل تريبتامين كعقار «خطر على الصحة» بموجب قانون Lagen om förbud mot vissa hälsofarliga varor (الذي يمكن ترجمته إلى قانون حظر بعض السلع المعينة الخطرة على الصحة) اعتبارًا من 1 مارس 2005، في لائحة «إس إف إس 2005:26» المُدرجة باسم ألفا ميتيل تريبتامين (إيه إم تي)، ما يجعل بيع العقار أو حيازته غير قانوني.

### المملكة المتحدة
أصبح عقار ألفا ميثيل تريبتامين غير قانوني في المملكة المتحدة اعتبارًا من 7 يناير 2015، جنبًا إلى جنب مع عقار «5 – إم إي أو – دي إيه إل تي». حدث ذلك كنتيجة لأحداث 10 يونيو 2014 بعد توصية المجلس الاستشاري المسؤول عن إساءة استخدام المخدرات بإدراج ألفا ميثيل تريبتامين كدواء من الفئة «إيه» من خلال تحديث بند الحظر الشامل على التريبتامين.

### الولايات المتحدة
وضعت إدارة مكافحة المخدرات (دي إي إيه) عقار ألفا ميثيل تريبتامين مؤقتًا في الجدول I من قانون المواد الخاضعة للرقابة (سي إس إيه) في 4 أبريل 2003، وفقًا لأحكام الجدولة المؤقتة لقانون المواد الخاضعة للرقابة (68 إف آر 16427). في 29 سبتمبر 2004، أصبح عقار ألفا ميثيل تريبتامين خاضعًا للرقابة بشكل دائم باعتباره مادة مدرجة في الجدول I بموجب قانون المواد الخاضعة للرقابة (69 إف آر 58050).

### فنلندا
يُعد ألفا ميثيل تريبتامين من الأدوية الخاضعة للرقابة في فنلندا.